# Віола фон Крамон-Таубадель
Віола фон Крамон-Таубадель (нім. Viola von Cramon-Taubadel; нар. 23 березня 1970, Галле, Північний Рейн-Вестфалія) — німецький політик, депутат Європарламенту, депутат Бундестагу від партії Союз 90/Зелені з 2009 по 2013 роки.
Вона вивчала сільськогосподарську економіку у Боннському університеті, який закінчила у 1997 році. Крамон-Таубадель також вивчала різні мови і продовжила навчання в Англії, Росії, Естонії, Стамбулі і Сполучених Штатах. У 1991 році вона стала одним із засновників Apollo Association.
29 січня 2022 року у власному Twitter аккаунті Віола фон Крамон-Таубадель опублікувала твіт із текстом "Do they all take drugs in 🇺🇦 or what's going on here? Арахамия: «США и другие сеют панику по нападению на Украину» та посиланням на статтю видання LB.ua. В перекладі твіт звучить, як «Вони всі вживають наркотики в Україні чи що тут відбувається?». Їй також закидали зустрічі з сербським політиком Новіцею Античем, якого підозрюють у зв'язках з ФСБ.